# Johann Joseph Fux
Johann Joseph Fux, (Hirtenfield, Estíria, 1660 - Viena, 13 de febrer de 1741) va ser un compositor, teòric de la música i pedagog austríac de l'última era del Barroc. Fou l'introductor de l'estil napolità a Àustria, malgrat el seu to generalment fred i acadèmic.
Descendent d'una família de camperols es desconeixen les dades sobre la seua infantesa i joventut. Se sap que el 22 de maig de 1680 es va matricular en la universitat dels jesuïtes de Graz. El seu talent musical va arribar a ser evident; a partir del 22 de febrer de 1682 va ser també alumne del Ferdinandeum, que va abandonar en 1684 en fosques circumstàncies. Va ser també organista a St. Moritz fins a 1688. Durant este període va haver de viatjar a Itàlia, tal com demostra la influència en la seua obra dels compositors italians Arcangelo Corelli i Bolognese.
L'any 1690, a Viena, va atraure l'atenció de l'emperador Leopold I, aquest va quedar tan impressionat que a partir d'aquest moment el va ajudar en la seua carrera musical. Va ser organista de la Schottenkirche (1696-1702). L'any 1698 va ser nomenat compositor de la cort. Cap a 1700 va viatjar novament a Roma on va conèixer l'obra de Palestrina, que veneraria a partir d'aleshores. De tornada a Viena va ser segon (1705-1713) i després primer mestre de capella de l'església de Sant Esteve, succeint a Johann Zacher i, on va tenir alumnes destacats, entre ells en František Tůma. El 1713 va arribar a ser vicemestre de capella de Carles VI, i mestre de capella de l'emperadriu viuda Wilhelmina Amalia. El 1715 va succeir a Marc'Antonio Ziani en les funcions de mestre de capella en La Cort i va conservar el lloc fins a la seua mort. En aquell any arribà a Viena Francesco Scarlatti, el qual es trobà sense feina i estava molt decaaigut, i Fux l'ajudà tan com va poder.

## Obra
Va escriure 25 obres per a teclat, 63 sonates a 3, 15 sonates a 4, 15 sonates d'orquestra, 110 misses i fragments de misses, 64 vespres i salms, 24 lletanies, 6 Te Deum, 200 composicions religioses menors, 15 oratoris i 21 òperes.
L'obra de Fux, representa la cúspide del Barroc austríac i li va reportar, fins i tot en vida, una fama europea. El seu estil està marcat per un fort tradicionalisme (escriptura polifònica) i alhora ofereix trets més moderns (estil napolità).
Fux deu part del seu renom contemporani i pòstum al seu tractat Gradus ad Parnassum, que va servir de base per a tots els tractats de contrapunt fins a l'època actual. Aquesta obra escrita en llatí va aconseguir un èxit considerable i va ser traduïda a diverses llengües: alemany, francès, italià, anglès; està escrita en forma de diàleg entre el mestre (Palestrina) i el deixeble Josep (Fux). És el tractat de contrapunt més complet del seu temps i va ser valorat com a tal per alguns compositors: Haydn, Beethoven, Mozart, o Johan Helmich Roman, que el va traduir al suèc. Aquest tractat va servir de fonament teòric per a la primera composició musical assistida per ordinador, de L.Hiller i L. Isaacson l'any 1956.